# 吕迪格·孔策
吕迪格·孔策（德語：Rüdiger Kunze，1949年9月2日—），德国男子赛艇运动员。他曾代表东德参加1976年夏季奥林匹克运动会赛艇比赛，获得男子四人单桨有舵手银牌。